# Alphonse de Bauffremont
Pour les articles homonymes, voir Maison de Bauffremont.
Alphonse Charles Jean de Bauffremont-Courtenay, prince de Bauffremont et du Saint-Empire, marquis de Bauffremont et de Listenois, deuxième duc de Bauffremont (1833), est un militaire et 93 français, né à Madrid (Espagne) le 5 février 1792 et mort à Paris le 10 mars 1860.

## Biographie
Fils d'Alexandre de Bauffremont-Courtenay (1773-1833), prince de Bauffremont et du Saint-Empire, premier duc de Bauffremont, et de la princesse née Pauline de Quélen de La Vauguyon (1771-1847), Alphonse de Bauffremont épouse le 16 juin 1822 à Livourne (Grand-duché de Toscane), Catherine Isabelle Moncada (1795-1878), fille Jean Louis Moncada, prince de Paterno et de Jeanne des Baux. Ils eurent deux enfants : Roger (1823-1891), troisième duc de Bauffremont, et Paul François Charles (1827-1893), prince de Bauffremont et du Saint-Empire.
Sous le Premier Empire, il devient aide de camp du maréchal Murat. Il se distingue à la bataille de la Moskova ainsi que pendant la campagne de Saxe de 1813. Pendant les Cent-Jours, il est chargé par Murat d'apporter à Napoléon des dépêches confidentielles. Comme il rentre en Italie, la police autrichienne l'arrête et le renvoie à Paris. Plus tard, il prend quelque temps du service dans l'armée russe.
Un décret du 26 janvier 1852 l'appelle à siéger au Sénat du Second Empire. Il y vote notamment pour la loi de sûreté générale. 
Il est promu commandeur de la Légion d'honneur en 1854. 
Il est président du conseil général de la Haute-Saône pendant dix ans.

## Distinctions
- Chevalier de l'ordre royal et militaire de Saint-Louis
- Commandeur de la Légion d'honneur (1854)

## Sources
- « Alphonse de Bauffremont », dans Adolphe Robert et Gaston Cougny, Dictionnaire des parlementaires français, Edgar Bourloton, 1889-1891 [détail de l’édition]